# Дворец великих герцогов (Люксембург)
Не путать с Люксембургский дворец
Дворец великих герцогов (люкс. Groussherzogleche Palais, фр. Palais grand-ducal, нем. Großherzogliches Palais) — это дворец в городе Люксембург. Является официальной резиденцией Великого Герцога Люксембурга, где он осуществляет большинство своих обязанностей в качестве главы государства и Великого Герцога.

## История Дворца великих герцогов в Люксембурге
Дворец построен как ратуша города Люксембург в 1572—1773 годах, после того, как взрыв на пороховом складе уничтожил в 1554 году этот квартал города. Здание ратуши пострадало во время обстрела города Вобаном в 1683—1684 гг. Оно было восстановлено в 1728 г. и расширено 13 лет спустя. После оккупации Люксембурга французами в 1795 г. в здании разместилась администрация департамента Форе.
С 1817 г. ратуша служила резиденцией наместников Оранской династии. В 1890 г. великий герцог Адольф, став первым за много лет правителем независимого Люксембурга, выбрал дворец наместника своей резиденцией. За семь лет до того интерьеры дворца были отреставрированы в связи с визитом в город короля Виллема III и его жены Эммы. При Адольфе I он был полностью вычинен, а также было построено новое крыло с комнатами для семьи и для гостей.
Во время немецкой оккупации во Второй мировой войне Дворец Великих Герцогов использовался нацистами в качестве музыкального зала и таверны. Был нанесен большой урон и множество дворцовой мебели и коллекций картин было уничтожено. С возвращением Великой Герцогини Шарлотты из изгнания в 1945 году дворец снова стал представительством Великих Герцогов.
Под присмотром Шарлотты дворец был украшен в 1960-х. Он был полностью отреставрирован между 1991 и 1996. Интерьер дворца постоянно обновляется, чтобы соответствовать современным стандартам комфорта и вкусам.
С 1945 по 1966 годы Стража Великого герцога держала церемониальную охрану дворца. С 1966 по сегодняшний день солдаты армии Люксембурга осуществляют эти обязанности.

## Дворец сегодня
В качестве резиденции Великих Герцогов, дворец используется для исполнения его официальных функций. Он и Великая Герцогиня вместе со свитой имеют офисы во дворце и государственные залы на первом этаже, используемые для встреч и аудиенций. В сочельник выступление Великого Герцога транслируется из Жёлтой Комнаты.
Иностранные главы государств во время официальных визитов размещаются во дворце как гости Великого Герцога и Великой Герцогини, а Бальный Зал используется для государственных банкетов в их честь. В течение года во дворце проходит множество других приёмов, как например приём в честь Нового года, даваемый в честь членов Правительства и Палаты депутатов.